# 노주현
노주현(한국 한자:  盧宙鉉, 본명: 노운영 , 본명 한자: 盧運永, 1946년 8월 19일 ~ )은 대한민국의 배우이다. 김병욱 사단의 시트콤인 웬만해선 그들을 막을 수 없다와 똑바로 살아라의 무능한 가장 노주현 역으로 유명하다.

## 생애
1965년 연극배우로 첫 데뷔하였고 이듬해 1966년 뮤지컬 배우로도 데뷔하였다. 2년 후인 1968년에는 TBC 동양방송 공채 탤런트로 정식 데뷔하였다.

## 경력
- 백제예술대학교 교수
- 한세대학교 미디어영상학부 공연영상학과 교수
- 한국방송연기자협회 회장(14대)
- 한국애견협회 이사

## 출연작

### 영화
- 1970년 《아무도 모르게》
- 1971년 《미워도 다시 한 번 대완결편》
- 1971년 《말썽난 총각》
- 1971년 《풋사랑》
- 1975년 《욕망》
- 1977년 《처녀의 성》
- 1980년 《영원한 유산》
- 1983년 《들개》
- 1991년 《열 일곱살의 쿠테타》
- 1991년 《나의 아내를 슬프게 하는 것들》
- 2002년 《긴급조치 19호》 ... 비서실장 김도철 역
- 2004년 《까불지마》 ... 삼복 역
- 2005년 《잠복근무》 ... 천 반장 역
- 2005년 《작업의 정석》 ... 윤호 역
- 2007년 《김관장 대 김관장 대 김관장》 ... 무림각 박 사장 역

### 드라마, 시트콤
- 1970년 TBC 주간드라마 《아내의 모습》
- 1970년 TBC 일일연속극 《아씨》 ... 이봉구 역
- 1971년 TBC 일일연속극 《청춘극장》 ... 백영민 역
- 1972년 TBC 일일연속극 《형제》
- 1973년 TBC 일일연속극 《마부》
- 1975년 TBC 반공드라마 《추적》 ... 수사관 역
- 1977년 TBC 주말연속극 《그건 그려》
- 1978년 TBC 주말연속극 《하얀 날개》
- 1979년 TBC 일일연속극 《야 곰례야》
- 1980년 TBC 창립특집극 《대춘향전》 ... 이몽룡 역
- 1980년 TBC 일일연속사극 《의녀 미사》
- 1980년 TBC 주말연속극 《잃어버린 겨울》
- 1980년 TBC → KBS 1TV 매일연속극 《달동네》
- 1981년 KBS 1TV 일요아침드라마 《소망》
- 1981년 KBS 1TV 특집드라마 《옛날 나 어릴적에》
- 1981년 KBS 2TV 주간드라마 《길》
- 1981년 KBS 2TV 주간드라마 《물망초》
- 1982년 KBS 2TV 주간드라마 《꽃바람》
- 1982년 KBS 1TV 특집드라마 《맥토》
- 1982년 KBS 2TV 주간드라마 《꽃가마》
- 1982년 KBS 2TV 목금드라마 《여자의 강》 ... 이민규 역
- 1983년 KBS 1TV 대하드라마 《개국》 ... 조준 역
- 1983년 KBS 1TV 단막극 《TV문학관-사랑방 손님과 어머니》 ... 사랑방 선생님 역
- 1983년 KBS 2TV 주말연속극 《청춘행진곡》
- 1983년 KBS 2TV 반공드라마 《전우》 ... 특수요원 정화섭 역
- 1983년 KBS 2TV 일일연속극 《금남의 집》
- 1984년 KBS 1TV 대하드라마 《독립문》 ... 이준 역
- 1984년 KBS 1TV 특집드라마 《딸의 미소》
- 1984년 KBS 2TV 주말연속극 《미망인》
- 1984년 KBS 1TV 미니시리즈 《불타는 바다》
- 1984년 KBS 1TV 일요아침드라마 《딸이 더 좋아》
- 1985년 KBS 1TV 특집드라마 《적도전선》
- 1985년 KBS 1TV 일일연속극 《은빛 여울》
- 1986년 KBS 2TV 주말연속극 《그대의 초상》
- 1986년 KBS 2TV 단막극 《드라마게임 - 교차로》
- 1987년 KBS 2TV 신년특집 드라마 《사랑의 화원》
- 1987년 MBC 단막극 《MBC 베스트셀러극장 - 잃어버린 너》 ... 충식 역
- 1987년 MBC 주말연속극 《사랑과 야망》 ... 장홍조 역
- 1988년 KBS 2TV 특집드라마 《용꿈이었네》
- 1988년 KBS 1TV 청소년드라마 《13세의 봄》
- 1988년 KBS 1TV 특집드라마 《1986년 9월의 비망록》
- 1988년 KBS 2TV 단막극 《드라마게임 - 미로의 끝》
- 1988년 KBS 2TV 단막극 《드라마게임 - 바람과 새》
- 1988년 MBC 단막극 《MBC 베스트셀러극장 - 바람 저 편》 ... 민우 역
- 1989년 MBC 미니시리즈 《철새》... 장선규 역
- 1989년 KBS 2TV 주말연속극 《사랑의 굴레》 ... 박인섭 역
- 1989년 MBC 단막극 《MBC 베스트셀러극장 - 신용비어천가》... 서울방송국 정치부장 역
- 1990년 KBS 1TV 신년특집극 《구리반지》
- 1990년 KBS 2TV 주말연속극 《꽃 피고 새 울면》 ... 최승명 역
- 1991년 KBS 1TV 일일연속극 《옛날의 금잔디》 ... 윤영호 역
- 1991년 SBS 일요아침드라마 《목소리를 낮춰요》 ... 백상호 역
- 1992년 KBS 2TV 미니시리즈 《남편의 여자》 ... 정태 역
- 1993년 KBS 1TV 추석특집극 《해가 뜨면 달도 뜨고》 ... 의사 역
- 1993년 SBS 주말극장 《일과 사랑》 ... 이윤호 역
- 1993년 MBC 특별기획드라마 《제3공화국》 ... 장도영 역
- 1995년 MBC 특별기획드라마 《제4공화국》 ... 김용태 역
- 1995년 KBS 2TV 일일연속극 《좋은 남자 좋은 여자》 ... 민성신 역
- 1996년 SBS 주말극장 《행복의 시작》 ... 민 전무 역
- 1996년 SBS 특집드라마 《가을 소나타》
- 1999년 MBC 단막극 《MBC 베스트극장 - 뻐꾸기 아빠》 ... 민지환 역
- 1999년 KBS 2TV 주말연속극 《유정》 ... 장동욱 역
- 2000년 SBS 아침연속극 《착한 남자》 ... 박정훈 역
- 2000년 MBC 창사39주년 특별기획드라마 《황금시대》 ... 희경 부, 김병익 역
- 2000년 SBS 일일시트콤 《웬만해선 그들을 막을 수 없다》 ... 노주현 역
- 2001년 MBC 월화미니시리즈 《선희 진희》 ... 최 회장 역
- 2002년 SBS 일일드라마 《오남매》 ... 장천일 역
- 2002년 SBS 일일시트콤 《똑바로 살아라》 ... 노주현 역
- 2003년 KBS 1TV TV소설 《분이》 ... 강문수 역
- 2004년 MBC 주말연속극 《장미의 전쟁》 ... 이기준 역
- 2004년 SBS 드라마스페셜 《유리화》 ... 기태 부, 박 회장 역
- 2005년 SBS 주말극장 《그 여름의 태풍》 ... 한광석 역
- 2006년 KBS 2TV 주말연속극 《소문난 칠공주》 ... 공수표 역
- 2006년 MBC 일일시트콤 《거침없이 하이킥!》 ... 민정 부 역
- 2007년 SBS 일일드라마 《그 여자가 무서워》 ... 백동수 역
- 2007년 SBS 특별기획 《조강지처 클럽》 ... 현실 부, 최군수 역
- 2008년 MBC HD 일일연속극 《춘자네 경사났네》 ... 이만석 역
- 2009년 KBS 2TV 주말연속극 《수상한 삼형제》 ... 주범인 역
- 2010년 MBC 아침드라마 《주홍글씨》 ... 윤정호 역
- 2010년 한국경제TV 크로스오버시트콤 《김 과장 & 이 대리》 ... 신 사장 역
- 2011년 SBS 특별기획 《폼나게 살거야》 ... 조용팔 역
- 2012년 MBN 수목미니시리즈 《수상한 가족》 ... 민대식 역
- 2013년 KBS 2TV 주말연속극 《왕가네 식구들》 ... 고지식 역
- 2013년 tvN 일일시트콤 《감자별 2013QR3》 ... 노수동 역
- 2014년 MBC 아침드라마 《모두 다 김치》 ... 박재한 역
- 2014년 MBC 월화드라마 《오만과 편견》 ... 이종곤 역
- 2014년 MBC 일일특별기획 《압구정 백야》 ... 맹규식 역
- 2016년 SBS 주말극장 《그래, 그런거야》 ... 유민호 역
- 2021년 TV조선 토일드라마 《결혼작사 이혼작곡》 ... 신기림 역
- 2021년 TV조선 토일드라마 《결혼작사 이혼작곡 2》 ... 신기림 역
- 2022년 TV조선 토일드라마 《결혼작사 이혼작곡 3》 ... 신기림 역

### 방송
- 1981년 ~ 1988년 MBC 《일요일밤의 대행진》
- 1995년 KBS 2TV 《가족오락관》
- 2002년 KBS 제2라디오 《안녕하세요 노주현 김연주입니다》
- 2003년 KBS 2TV 《비타민》
- 2003년 KBS 제2라디오 《안녕하세요 노주현 왕영은입니다》
- 2004년 KBS 2TV 《해피투게더 - 책가방 토크, 쟁반노래방》
- 2007년 KBS 2TV 《해피선데이 - 쾌남시대》
- 2007년 KBS 2TV 《TV 탐험 멋진 친구들》 패널
- 2008년 SBS TV 토요특집 《모닝와이드》 패널
- 2009년 KBS 2TV 《청춘불패》
- 2011년 KBS 2TV 《청춘불패 2》
- 2011년 KBS 1TV 《스카우트》
- 2013년 채널A 《주사타파》
- 2014년 스카이 펫파크 《오 마이 펫》
- 2015년 MBN 《토크쇼 아빠의 청춘 블루진》
- 2016년 MBC 《꽃미남 브로맨스》
- 2022년 KBS 2TV 《박원숙의 같이 삽시다》

## 광고
- 1975년 ~ 1976년 빙그레 비비빅, 바난자, 싸만코 (김자옥과 함께 출연)
- 1989년 ~ 1991년 하이트진로 크라운 수퍼드라이
- 1985년 삼성제약 한방파루산
- 1985년 / 1990년 빙그레 투게더 오리지날
- 1987년 롯데쇼핑
- 1987년 동성제약 지놀타
- 1988년 외환은행
- 1988년 현대자동차 프레스토
- 1989년 한국전기통신공사
- 1989년 ~ 1994년 태창 빅맨
- 1989년 ~ 1991년 영진약품 판
- 1990년 네슬레 네스카페 초콜릿 블렌드 (유인촌, 임성민와 함께 출연)
- 1992년 ~ 1994년 LG유플러스 국제전화002
- 1988년 ~ 1994년 삼풍 캠브리지멤버스
- 1987년, 1989년 KT 한국전기통신공사 국제자동전화ISD, 잛은통화 생활화
- 1989년 원미섬유 발렌시아가
- 1991년 ~ 1992년 국제약품 맥스톤
- 1991년 LG생활건강 드봉 캐릭터
- 1990년 ~ 1991년 삼성건설 삼성아파트 (최명길과 함께 출연)
- 1994년 에넥스
- 1995년 한국 인테크 - 인테크 정수기 보인생명
- 1995년 ~ 1998년 글락소스미스클라인 잔탁
- 1999년 유안타증권
- 2002년 ~ 2004년 현진종합건설 현진에버빌
- 2007년 ~ 2008년 현대해상 하이카 (이한위와 함께 출연)
- 2004년 ~ 2010년 한국로슈진단 아큐첵
- 2002년 롯데리아 빅립버거
- 2003년 롯데푸드 롯데햄 고기 부꾸미
- 2006년 ~ 2007년 금강 금강제화 상품권 (김석훈, 한혜진, 김상경, 이보영와 함께 출연)
- 2007년 AIG손해보험 3대질병플러스 (강병규와 함께 출연)
- 2007년 ~ 2013년 현대종합상조 프리드
- 2006년 ~ 2008년 제일약품 케펜텍 (임예진, 박정수와 함께 출연)
- 크레티아 지붕위의 바이올린
- 2009년 웰니스 바나바
- 한국알리코팜 아이락루테인
- 형우모드 피요르드리클라이너
- 2011년 하이스탁론
- 2012년 한국생명공학 천년초
- 하이트진로 - 집집마다 두꺼비의 행운을!(1971년 신문광고)[1]
- 한국생명공학 천년초
- 네오임플란트
- 2022년 명당가[2]

## 수상
- 2005년 KBS 연예대상 베스트엔터테이너상
- 2001년 SBS 연기대상 시트콤부문 연기상
- 1989년 KBS 연기대상 남자최우수연기상
- 1979년 TBC 연기대상 최우수남자연기상
- 1971년 청룡영화상 신인특별상 (《미워도 다시 한 번 대완결편》)

## 이외 이력
- 前 신민주공화당 문화예술행정특임위원(1988년 2월 3일 ~ 1988년 3월 29일)

## 참고 사항

### 사칭 사건
1972년에 노주현의 외모를 닮은 한 남자가 한 여성의 아들에게 배우를 시켜주겠다며 8만 원 갈취하였고 1969년에는 한 여성에게 접근하여 사업자금으로 157만 원을 갈취하여 범인은 사기 및 혼인빙자간음죄 혐의로 구속되었다.

## 라디오
KBS 제2라디오 《안녕하세요 노주현 왕영은입니다》 DJ를 맡았으나 《장미의 전쟁》에 캐스팅되면서 후배 탤런트 정한용에게 넘겨줬다.